# Cascata delle Marmore

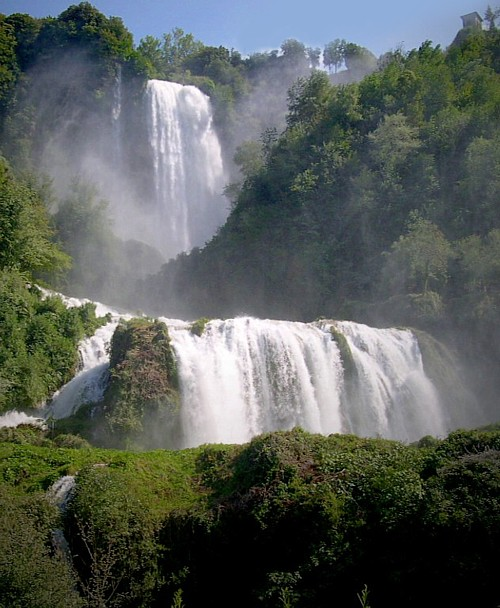
Cascata delle Marmore

A Cascata delle Marmore (Cascata de Marmore) é uma das cascatas artificiais mais altas da Europa, contando com uma altura total de 165 metros, dividida em três saltos (o primeiro, o maior, possui 83 metros). Fica a cerca de 7,5 km de Terni, em Úmbria, Itália, próximo onde termina a Valnerina (vale do rio Nera).
A cascata forma-se pelo rio Velino que, próximo a Terni, sai do lago delle Marmore e se torna um afluente do rio Nera.